# 컬럼비아 인페르노
| 컬럼비아 인페르노 | |
| 콘퍼런스          | 남부 콘퍼런스 (2001년~2003년) 동부 콘퍼런스 (2003년~2004년) 아메리칸 콘퍼런스 (2004년~2008년)                   |
| 디비전            | 사우스이스트 디비전 (2001년~2003년) 사우스 디비전 (2003년~2004년) (2005년~2008년) 이스트 디비전 (2004년~2005년) |
| 설립연도          | 2001년 |
| 해체연도          | 2008년 |
| 역사              | 컬럼비아 인페르노 (2001년~2008년)                                                                               |
| 경기장            | 캐롤라이나 콜리시엄                                                                                             |
| 연고지            | 사우스캐롤라이나주 컬럼비아                                                                                     |
| 상징색            | 빨강, 노랑, 검정, 하양                                                                                          |
| 구단주            | |
| 단장              | |
| 감독              | |
| NHL 제휴          | |
| AHL 제휴          | |
| 정규시즌 우승     | |
| 콘퍼런스 우승     | 1 (2003) |
| 디비전 우승       | 3 (2003, 2004, 2005)                                                                                            |
| 켈리 컵           | |
| 영구 결번         | |

컬럼비아 인페르노(Columbia Inferno)는 미국 사우스캐롤라이나주 컬럼비아를 연고지로 하는 2001년부터 2008년까지 ECHL 소속되었던 아이스 하키팀이다.

## 역대 홈경기장
| 경기장              | 사용기간      | 수용인원 | 장소                        | 비고 |
| ------------------- | ------------- | -------- | --------------------------- | ---- |
| 컬럼비아 인페르노   |               |          |                             |      |
| 캐롤라이나 콜리시엄 | 2001년~2008년 | 12,401명 | 사우스캐롤라이나주 컬럼비아 | 빈칸 |